# Hypsophthalmus temporis
Hypsophthalmus temporis är en loppart som beskrevs av De Meillon 1940. Hypsophthalmus temporis ingår i släktet Hypsophthalmus och familjen Chimaeropsyllidae. Inga underarter finns listade i Catalogue of Life.